# Wyeomyia lopesi
Wyeomyia lopesi är en tvåvingeart som beskrevs av Correa och Ramalho 1956. Wyeomyia lopesi ingår i släktet Wyeomyia och familjen stickmyggor. Inga underarter finns listade i Catalogue of Life.